# Andrea Meza Murillo
Andrea Meza Murillo (1976) es una política costarricense que se desempeñó como Ministra de Ambiente y Energía de Costa Rica entre 2018 y 2022. Previo a su nombramiento, fungió como directora de cambio climático para ese país. En 2022, Meza fue nombrada como la Secretaria Ejecutiva de la Convención de las Naciones Unidas de Lucha contra la Desertificación.

## Educación
Meza Murillo obtuvo una Licenciatura en Derecho y Notariado Público –con honores– de la Universidad de Costa Rica. Adicionalmente, recibió formación en la Universidad de Utrecht en Derecho Internacional, Europeo y Holandés, Derecho Administrativo Comparado y Derecho Ambiental. Posee un grado de Experto en Postgrado en Dirección y Dirección Pública Local de la Unión Iberoamericana de Municipios (UIM) en la Universidad Carlos III - Universidad Internacional Menéndez Pelayo.

## Carrera
Meza es experta en desarrollo sostenible con más de 20 años de experiencia en la formulación de políticas públicas y ejecución de proyectos. Ha trabajado en más de 15 países de América Latina en proyectos multidisciplinarios financiados por organizaciones multilaterales como el BID, Banco Mundial, CAF, Unión Europea y PNUD, así como con gobiernos nacionales.
En 2015, fue nombrada como la Directora de Cambio Climático de Costa Rica. En febrero de 2019, Meza lideró el lanzamiento del Plan Nacional de Descarbonización de Costa Rica, el cual fue uno de los primeros en el mundo en trazar una hoja de ruta detallada hacia las cero emisiones netas en 2050. En 2018, también lideró la publicación de la Política Nacional de Adaptación al Cambio Climático 2018-2030.
En 25 de agosto de 2020, el presidente de la República, Carlos Alvarado, designó a Meza como Ministra de Ambiente y Energía, tras la salida de Carlos Manuel Rodríguez. Meza asumió el rol como ministra durante la pandemia del COVID-19 y en medio de una crisis económica que llevó a recortes presupuestarios en el gobierno.
En 2021, Meza lideró una expansión significativa de las áreas protegidas marinas de Costa Rica, particularmente en el parque nacional Isla del Coco y el Área Marina de Manejo del Bicentenario. Esto amplió el territorio marino protegido de un 2,7% a un 30%. En 2022, Meza anunció que un 61% de las metas de la primera etapa del Plan Nacional de Descarbonización (2018-2022) ya habían sido cumplidas y estimó que, para el final de 2022, se alcanzaría un cumplimiento del 83%.
En 2022, Meza fue nombrada como la Secretaria Ejecutiva de la Convención de las Naciones Unidas de Lucha contra la Desertificación.